# لا-بوشت، کبک
لا-بوشت (به فرانسوی: Lac-Bouchette) شهری در منطقه شهری لو دومن-دو-روآ ناحیه سگونه-لاک-سن-ژان در استان کبک کانادا است. در سرشماری سال ۲۰۱۱ این شهر ۱٬۲۹۷ نفر جمعیت داشته‌است و مساحت آن ۹۱۹٫۹۹ کیلومتر مربع است.